# Суви До (Жагубица)
Суви До (Сухдол, Суходол) је насеље у Србији у општини Жагубица у Браничевском округу. Датира још од 1467. године. Прво су га населили староседеоци са околних планина, касније породице из околине Сјенице због чега је сачуван говор зетско-сјеничког дијалекта. Име је добило по речици Долу, која је стално сува.

## Демографија
Према попису из 2022. било је 886 становника (према попису из 1991. било је 1578 становника). У насељу Суви До живи 1104 пунолетна становника, а просечна старост становништва износи 46,1 година (44,1 код мушкараца и 48,0 код жена). У насељу има 407 домаћинстава, а просечан број чланова по домаћинству је 3,24.
Ово насеље је великим делом насељено Србима (према попису из 2002. године), а у последња три пописа, примећен је пад у броју становника.
|  |

| Демографија | Демографија | Демографија |
| Година      | Становника  | Становника  |
| ----------- | ----------- | ----------- |
| 1948.       | 2.045       |             |
| 1953.       | 2.112       |             |
| 1961.       | 2.095       |             |
| 1971.       | 1.927       |             |
| 1981.       | 1.792       |             |
| 1991.       | 1.578       | 1.540       |
| 2002.       | 1.320       | 1.365       |
| 2011.       | 1.167       |             |
| 2022.       | 886         |             |

| Етнички састав према попису из 2002.‍ | Етнички састав према попису из 2002.‍ | Етнички састав према попису из 2002.‍ | Етнички састав према попису из 2002.‍ | Етнички састав према попису из 2002.‍ |
| ------------------------------------ | ------------------------------------ | ------------------------------------ | ------------------------------------ | ------------------------------------ |
|                                      |                                      |                                      |                                      |                                      |
| Срби                                 | Срби                                 |                                      | 1.310                                | 99,24%                               |
| Румуни                               | Румуни                               |                                      | 2                                    | 0,15%                                |
| Црногорци                            | Црногорци                            |                                      | 1                                    | 0,07%                                |
| Украјинци                            | Украјинци                            |                                      | 1                                    | 0,07%                                |
| Југословени                          | Југословени                          |                                      | 1                                    | 0,07%                                |
| непознато                            | непознато                            |                                      | 0                                    | 0,0%                                 |

| Година пописа     | 1948. | 1953. | 1961. | 1971. | 1981. | 1991. | 2002. |
| ----------------- | ----- | ----- | ----- | ----- | ----- | ----- | ----- |
| Број домаћинстава | 433   | 449   | 474   | 473   | 468   | 432   | 407   |

| Број чланова      | 1  | 2  | 3  | 4  | 5  | 6  | 7  | 8 | 9 | 10 и више | Просек |
| ----------------- | -- | -- | -- | -- | -- | -- | -- | - | - | --------- | ------ |
| Број домаћинстава | 95 | 79 | 73 | 53 | 41 | 38 | 23 | 4 | 0 | 1         | 3,24   |

| Пол    | Укупно | Неожењен/Неудата | Ожењен/Удата | Удовац/Удовица | Разведен/Разведена | Непознато |
| ------ | ------ | ---------------- | ------------ | -------------- | ------------------ | --------- |
| Мушки  | 561    | 173              | 328          | 44             | 15                 | 1         |
| Женски | 578    | 110              | 332          | 108            | 27                 | 1         |
| УКУПНО | 1.139  | 283              | 660          | 152            | 42                 | 2         |

| Пол    | Укупно                    | Пољопривреда, лов и шумарство | Рибарство                            | Вађење руде и камена | Прерађивачка индустрија       |
| ------ | ------------------------- | ----------------------------- | ------------------------------------ | -------------------- | ----------------------------- |
| Мушки  | 321                       | 163                           | 2                                    | 21                   | 57                            |
| Женски | 236                       | 150                           | 0                                    | 2                    | 44                            |
| УКУПНО | 557                       | 313                           | 2                                    | 23                   | 101                           |
| Пол    | Производња и снабдевање   | Грађевинарство                | Трговина                             | Хотели и ресторани   | Саобраћај, складиштење и везе |
| Мушки  | 11                        | 2                             | 10                                   | 5                    | 9                             |
| Женски | 1                         | 1                             | 6                                    | 2                    | 2                             |
| УКУПНО | 12                        | 3                             | 16                                   | 7                    | 11                            |
| Пол    | Финансијско посредовање   | Некретнине                    | Државна управа и одбрана             | Образовање           | Здравствени и социјални рад   |
| Мушки  | 1                         | 4                             | 20                                   | 8                    | 4                             |
| Женски | 0                         | 1                             | 3                                    | 8                    | 14                            |
| УКУПНО | 1                         | 5                             | 23                                   | 16                   | 18                            |
| Пол    | Остале услужне активности | Приватна домаћинства          | Екстериторијалне организације и тела | Непознато            | Непознато                     |
| Мушки  | 2                         | 0                             | 0                                    | 2                    | 2                             |
| Женски | 0                         | 0                             | 0                                    | 2                    | 2                             |
| УКУПНО | 2                         | 0                             | 0                                    | 4                    | 4                             |